# Cruzar el Danubio
Cruzar el Danubio es un libro de Ignacio Carrión Hernández. 
Ganadora del Premio Nadal en 1995. Trata de ser una crítica al periodismo de la época. Ignació Carrión reflexiona sobre este tema mediante aquello que le va pasando al protagonista durante treinta años, en diferentes lugares del mundo.
Dijo Carrión al respecto: "El argumento cuenta la historia de un periodista, de algún modo poco convencido de la nobleza del oficio en si mismo, que trabaja con la convicción de que todo es un poco fraudulento, de modo que todas las situaciones están descritas de un modo muy sarcástico." 

## Recepción
El crítico literario Ángel Amador opinó que "Ignacio Carrión exagera en sus descalificaciones y en su visión cínica y hasta corrosiva del mundo periodístico. Muchos de los capítulos son insustanciales y hasta desagradables, como el dedicado a recordar una entrevista con la Madre Teresa de Calcuta. El estilo es reiterativo en exceso y su férrea estructura ahoga sus posibilidades argumentales. Con un poco más de contención discursiva, la novela hubiese sido, por lo menos, original." 